# Horní Skrýchov
Horní Skrýchov (deutsch Obergrieschau) ist eine Gemeinde in Tschechien. Sie liegt drei Kilometer nordöstlich von Jindřichův Hradec und gehört zum Okres Jindřichův Hradec.

## Geographie

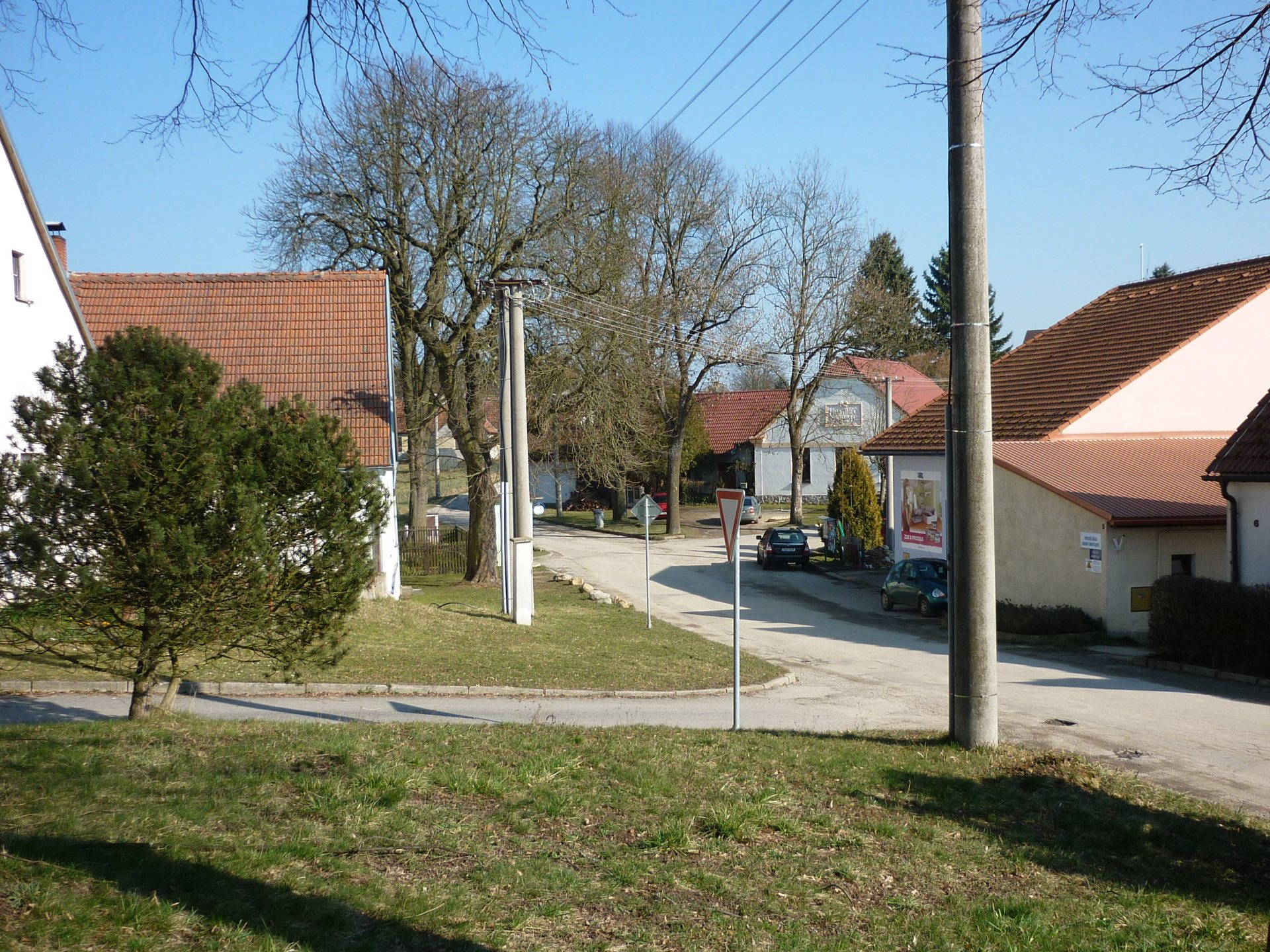
Horní Skrýchov

Horní Skrýchov befindet sich rechtsseitig der Nežárka am Stadtrand von Jindřichův Hradec. Das Dorf liegt an der Eisenbahn von Jindřichův Hradec nach Obrataň und hat einen Bahnhalt.
Nachbarorte sind Dolní Radouň im Norden, Lovětín und Jarošov nad Nežárkou im Nordosten, Rodvínov im Osten, Jindřiš im Südosten, Dolní Skrýchov im Süden, Radouňka im Südwesten, Velký Ratmírov im Westen sowie Studnice im Nordwesten.

## Geschichte
Die erste urkundliche Erwähnung des Dorfes stammt aus dem Jahre 1384.
1906 erhielt der Ort mit der Inbetriebnahme der Schmalspurbahn von Obrataň nach Jindřichův Hradec einen Eisenbahnanschluss.